# Carlana eigenmanni
Carlana eigenmanni är en fiskart som först beskrevs av Meek 1912.  Carlana eigenmanni ingår i släktet Carlana och familjen Characidae. Inga underarter finns listade.